# Академіка (Прая)
Академіка да Прая або просто Академіка (порт. Académica da Praia) — професіональний кабовердійський футбольний клуб з міста Прая, на острові Сантьягу.

## Історія
«Академіка» виграла вперше національний чемпіонат в 1965 році, перемігши ФК Дербі з Мінделу з рахунком 3:2 в додатковому часі, таким чином вони завоювали єдине чемпіонство до отримання незалежності Кабо-Верде. В 1968 році команда виграла регіональний чемпіонат острову Сантьягу, в якому на той час брали участь й інші острови, після перемоги над Уш Гаррідуш з гігантським рахунком 21:0 , 9 з яких забив у ворота суперників Луїш Баштуш. «Академіка» зустрілася у фіналі знову з Мінделенше та програла їм з рахунком 0:1.
Команда виграла свій перший (із п'яти загалом) регіональний титул після розпаду та вийшла до фіналу 2004 року, де зустрілася із ФК «Саль-Рей» і перемогла спочатку з рахунком 2:0 в першому та 1:2 у другому матчах. Наступні два виступи завершилися лише участю в фіналах. Академіка (Прая) був першим клубом, який виграв Кубок Кабо-Верде в 2007 році після перемоги з рахунком 3:1 над Академікою ду Аеропорту.
«Академіка» відзначила своє 50-річчя в 2012 році.

## Стадіон
«Академіка» (Прая) грає на стадіоні «Ештадіу да Варжеа», який вона ділить з іншими командами з міста Праї у всіх регіональних іграх, які проводяться в рамках Чемпіонату острова Сантьягу (Південь). Він розрахований на 8000 глядачів.
Тренування команда також проводить на стадіоні «Ештадіу да Варжеа», або на стадіоні «Сукупіра» (на останньому зіграла лише один матч).

## Досягнення
- Національні титули: 2 перемоги
  - Чемпіонат Кабо-Верде: 1 перемога

Чемпіон — 1965.
Фіналіст — 2004.
- - Кубок Кабо-Верде з футболу: 1 перемога

2007
- Місцеві (острівні титули): 6 перемог
  - Чемпіонат острову Сантьягу: 2 перемоги

1964/65, 1967/68
- - Чемпіонат острова Сантьягу: 1 перемога

1988/89
- - Чемпіонат острова Сантьягу (Південь): 2 перемоги

2003/04, 2008/09
- - Кубок Праї: 1 перемога

2006/07

## Статистика виступів в лізі та кубках

### Національні змагання
| Сезон   | Див.    | Міс.    | Іг. | В | Н | П | ЗМ | ПМ | РМ  | О  | Кубок      | Примітки         | Плей-офф   |
| ------- | ------- | ------- | --- | - | - | - | -- | -- | --- | -- | ---------- | ---------------- | ---------- |
| 2004    | 1B      | 2       | 4   | 2 | 1 | 1 | 7  | 3  | +4  | 7  |            | Вихід у плей-офф | 4-те місце |
| 2007    | 1B      | 2       | 5   | 3 | 1 | 1 | 6  | 3  | +3  | 10 | Переможець | Вихід у плей-офф | 4-те місце |
| 2009    | 1A      | 1       | 5   | 4 | 1 | 0 | 10 | 5  | +5  | 13 |            | Вихід у плей-офф | 2-ге місце |
| Всього: | Всього: | Всього: | 14  | 9 | 3 | 2 | 23 | 11 | +12 | 30 |            |                  |            |

### Острівні (регіональні) турніри
| Сезон   | Див. | Міс. | Іг. | В | Н | П | ЗМ | ПМ | РМ | О  | Кубок      | Суперкубок | Примітки                                 |
| ------- | ---- | ---- | --- | - | - | - | -- | -- | -- | -- | ---------- | ---------- | ---------------------------------------- |
| 2003–04 | 2    | 1    | -   | - | - | - | -  | -  | -  | -  |            |            | Вихід до національного Чемпіоншипу       |
| 2006–07 | 2    | 2    | -   | - | - | - | -  | -  | -  | -  | Переможець |            | Також вихід до національного Чемпіоншипу |
| 2008–09 | 2    | 1    | -   | - | - | - | -  | -  | -  | -  |            |            | Вихід до національного Чемпіоншипу       |
| 2013–14 | 2    | 6    | 18  | 4 | 6 | 8 | 21 | 26 | -5 | 18 |            |            |                                          |
| 2014–15 | 2    | 6    | 18  | 8 | 3 | 7 | 16 | 18 | -2 | 27 |            |            |                                          |

## Деякі статистичні дані
- Найкращий результат: Півфіналіст (національне досягнення)
- Найбільша кількість забитих м'ячів за сезон: 21 (місцевий чемпіонат)
- Загальна кількість набраних очок: 30 (національне досягнення)

## Склад команди
Станом на 21 листопада 2015 року
| №  | Поз. | Нац.       | Гравець                           |
| -- | ---- | ---------- | --------------------------------- |
| 1  | ВР   | Кабо-Верде | Алешшіу                           |
| 2  | ВР   | Кабо-Верде | Евандру Пінья Дініш               |
| 3  | ВР   | Кабо-Верде | Карлуш Жорге, Жун.                |
| 25 | ВР   | Кабо-Верде | Константіну                       |
| 4  | ЗХ   | Кабо-Верде | Калука Карлуш Алмейда             |
| 5  | ЗХ   | Кабо-Верде | Тхабану Альберту Баєшша           |
| 6  | ЗХ   | Кабо-Верде | Паулу Рікарду Тавареш             |
| 7  | ЗХ   | Кабо-Верде | Адмір де Жешуш Лопеш              |
| 8  | ЗХ   | Кабо-Верде | Нельсон Алвеш                     |
| 9  | ЗХ   | Кабо-Верде | Роні Паулу Фортеш Соареш          |
| 10 | ЗХ   | Кабо-Верде | Адмілсон Ренату ду Рошаріу Амадур |
| 25 | ЗХ   | Кабо-Верде | Аділсон Тавареш Фуртаду           |
| 11 | ПЗ   | Кабо-Верде | Вілкер Рікарду Сілва              |

| №  | Поз. | Нац.       | Гравець                  |
| -- | ---- | ---------- | ------------------------ |
| 13 | ПЗ   | Кабо-Верде | Моїшеш Піреш Лопеш       |
| 14 | ПЗ   | Кабо-Верде | Едіней Самір Лопеш       |
| 15 | ПЗ   | Гвінея     | Абдулає Сілла            |
| 16 | ПЗ   | Кабо-Верде | Аділсон душ Реїш Мартінш |
| 26 | ПЗ   | Кабо-Верде | Данієль Патрік Гонсалвеш |
| 17 | ПЗ   | Кабо-Верде | Дуку Едсон Моніж         |
| 20 | ПЗ   | Кабо-Верде | Сільвіну Мендеш          |
| 18 | НП   | Кабо-Верде | Дінане Дженані Барбоша   |
| 19 | НП   | Кабо-Верде | Алекс Рібейру Коррея     |
| 21 | НП   | Кабо-Верде | Бруну Фуртаду            |
| 22 | НП   | Кабо-Верде | Даріу Да Луж             |
| 23 | НП   | Кабо-Верде | Данілду Ліма Монтейру    |
| 24 | НП   | Кабо-Верде | Паулу Кевін Лопеш        |

## Власник
- Жуліу Сезар Томар

## Менеджери
- Тока (близько 1964–68)
- Селестіну Маскареньяш (в 2012)
- Жозе Барруш Зе Пігуїта